# Alle Wege führen nach Rom

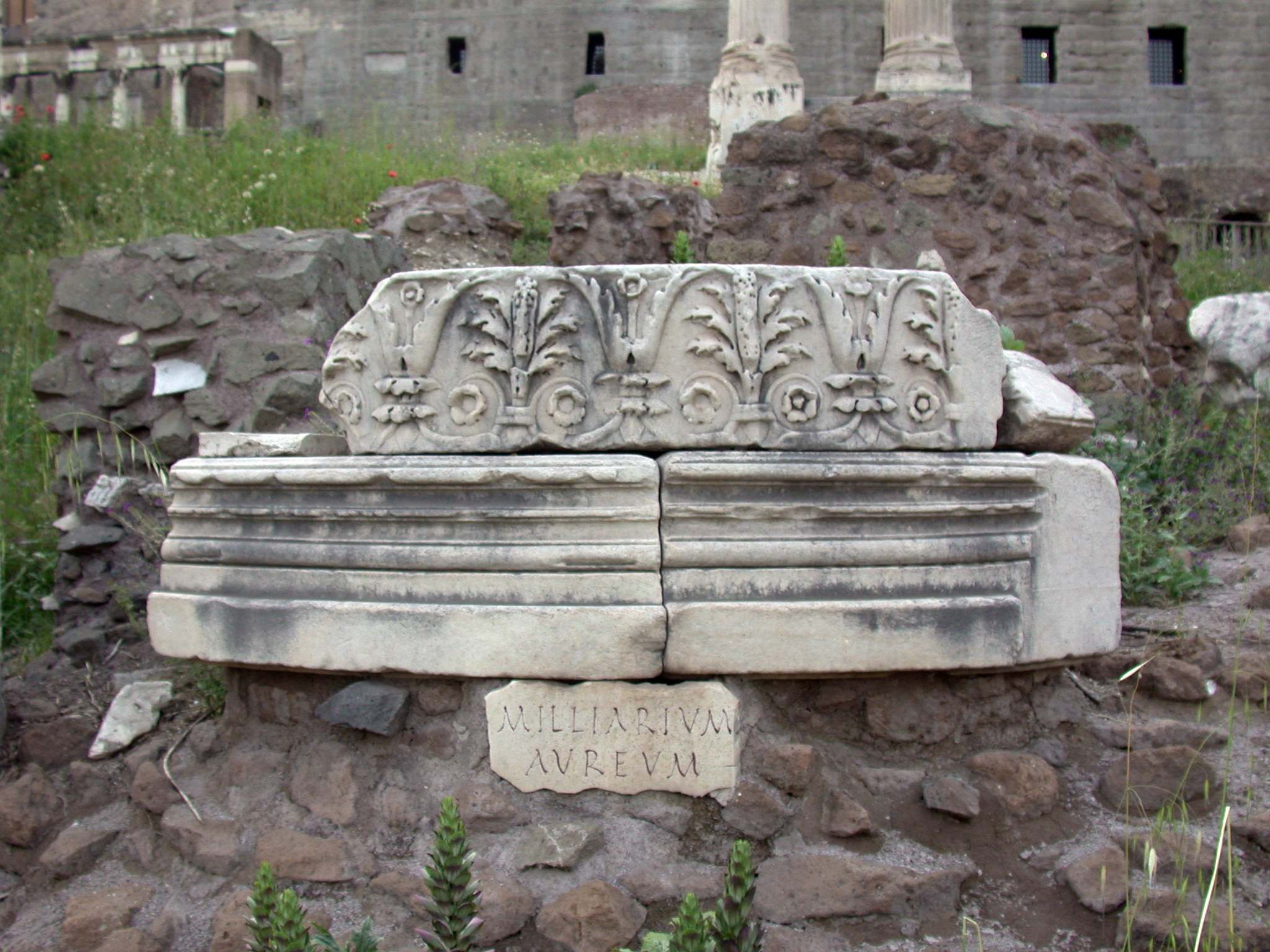
Der erhaltene Sockel des Milliarium Aureum in Rom

Alle Wege führen nach Rom ist ein Sprichwort, dessen Bedeutung nicht geklärt ist. Es kann auf verschiedene Weise interpretiert werden, so z. B. in dem Sinne, dass alle Wege in die katholische Kirche münden. Daneben gibt es noch die Redensart Viele Wege führen nach Rom,  deren Herkunft   unklar ist; sie geht wohl von der Vorstellung aus, dass Rom der (geistige) Mittelpunkt der Welt ist. „Viele Wege führen nach Rom“ hat heute die Bedeutung „Es gibt mehrere Möglichkeiten, ein Ziel zu erreichen.“

## Allgemeines
Grundlage für den Ausspruch könnte das Milliarium Aureum gewesen sein, das mit dem Sprichwort in Verbindung gebracht wird: Auf dieser vergoldeten Bronze-Säule, die Kaiser Augustus im Jahre 20 vor Christus auf dem Forum Romanum in Rom aufstellen ließ, waren die Namen aller Hauptstädte der Provinzen des Römischen Reiches mit ihrer jeweiligen Entfernung von Rom zu lesen. Augustus legte in seinem Imperium Romanum ein weit verzweigtes Straßennetz an, das von Rom ausgehend in das Römische Reich führte.
Nach Thomas Ertl gebrauchte angeblich der römische Kaiser Julian Apostata († 363), als er darüber sinnierte, dass die Wahrheit auf verschiedenen Wegen entdeckt werden könne, folgende Metapher: „Denn auch wenn einer nach Athen reisen wolle, so könne er dahin segeln oder gehen und zwar könne er als Wanderer die Fußsteige und Richtwege und als Schiffer könne er die Küsten entlang fahren oder wie Nestor das Meer durchschneiden.“ Ertl führt an, dass die alten Römer gern die griechische Stadt Athen zitierten, um die vielen Arten, wie man an einen Ort gelangen konnte, darzustellen, während die lateinischen Europäer im späten Mittelalter in diesem Zusammenhang an Rom dachten. So stammt von Alanus ab Insulis beispielsweise die Verszeile „Mille viae ducunt hominem per saecula Romam.“ (deutsch: „Tausend Wege führen die Menschen immerfort nach Rom.“). Geoffrey Chaucer formulierte denselben Gedanken etwas anders: „Verschiedene Wege führen verschiedenes Volk auf rechtem Weg nach Rom“.
Seine heutige Gestalt erhielt das Sprichwort vermutlich von Jean de La Fontaine († 1695): „Tous chemins vont à Rome“. Noch heute weist der Satz „Alle Wege führen nach Rom“ in antiker Tradition darauf, dass es mehrere Möglichkeiten gibt, eine Aufgabe zu erledigen. Thomas Ertl zufolge, konnte der Satz seit dem Mittelalter jedoch auch als Beleg für die Vormachtstellung des römischen Papstes in der Kirche verstanden werden. In beiden Fällen verdeutlicht die Metapher, dass Rom als ideeller und geographischer Mittelpunkt Italiens von Autoren seit dem hohen Mittelalter als europäischer Knotenpunkt ersten Ranges wahrgenommen wurde.

## Sonstiges
- Ein Buch von Adalbert Seipolt aus dem Jahr 1958 hat den Titel Alle Wege führen nach Rom.[4]
- Eine Erweiterung für das Brettspiel Thurn und Taxis heißt Alle Wege führen nach Rom.[4]
- Ein Musikstück der Band Fettes Brot aus dem Jahr 1998 heißt Viele Wege führen nach Rom (Album Fettes Brot lässt grüßen).[4]
- „Alle Wege führen nach Rom“ ist ein vom Arbeitskreis selbständiger Kultur-Institute e. V. (AsKI) initiiertes digitales Storytelling-Projekt aus dem Jahr 2019. Einzelne Reportagen zeichnen Reisewege nach, berichten von Begegnungen und Erlebnissen, von Begeisterung und Enttäuschung, von Studienaufenthalten und Exil. Sie ranken sich um verschiedene Personen und spielen zu unterschiedlichen Zeiten.[9][4]